# S1mple
s1mple（シンプル、1997年10月2日 - ）は、ウクライナ出身の『カウンターストライク2』のプロゲーマー。本名は、オレクサンドル・オレホーヴィチ・コスティレフ（ウクライナ語: Олександр Олегович Костилєв）。BC.Game Esports所属。『カウンターストライク』を代表するプレイヤーの1人。

## 生い立ち
1997年10月2日、ウクライナで生まれる。4歳の頃から『カウンターストライク』をプレイし始めるようになる。2012年に『カウンターストライク:グローバルオフェンシブ』がリリースされ、プレイし始めてから1年後、初めてeスポーツチームに加入した。

## 経歴
2013年、16歳の時にLAN DODGERSへ加入し、競技シーンに参加。チーム加入から間もなく脱退し、2014年2月にCourage Gamingへ加入。SLTV StarSeries IXに出場し、Virtus.proに引き分け、K1CKに勝利し話題となったが、1勝2分11敗の成績で15チーム中14位で終わった。4月11日、ヴォロネジで行われるVoronezh Cup 2014に出場予定だったが、チームの交通費未払いが明らかとなり、自身の過去の不正行為（チート使用）によりESLへの出場停止を受けたことを踏まえて、チームを脱退。その後、Courage Gamingの元選手らでチームHashtagを結成し、自費で大会に出場して優勝した。4月27日、LAN DODGERSに再加入。のちにAmezing Gamingへ加入するもすぐに脱退し、9月18日にHellRaisersへ加入した。11月27日から29日の間に開催されたDreamHack Winter 2014に出場し、ベスト8となりESL One Katowice 2015への出場権を獲得した。
2015年1月15日、ESLの大会に出場する予定だったが、ESLから2016年までの出場禁止処分を受けており、HellRaisersの出場を妨げるとしてチームを脱退。脱退してからすぐdAT Teamへ加入するも、2月2日にFlipSid3 Tacticsへ移籍した。SLTV StarSeries XIII Finalsでは、グループステージを1位で終えプレーオフ進出。個人成績でも好成績を収めた。プレーオフでは、準決勝でNatus Vincereに敗れベスト4となった。1か月後に開催されたESWC 2015では、プレーオフ準決勝でNatus Vincereと再度対戦することになるが、ストレート負けを喫した。大会後、チームメイトのパフォーマンスに不満を漏らし、7月17日にはチームを脱退、長期的に競技から離れると発表した。7月20日、表明から3日後に競技復帰が確認された。その後、HellRaisersやFlipSid3 Tacticsの代役選手を務め、チームを転々とした。
2016年1月3日、Team Liquidに加入。MLG Columbus 2016では、予選を勝ち抜き本戦へ進出。Counter Logic Gamingを破り準決勝へ進むも、Luminosity Gamingに敗れベスト4で大会を終えた。のちにビザ問題やチーム内部の問題が発生し、ヨーロッパチームを模索し始めるようになる。ベンチに下げられたs1mpleは、元所属チームのWorst Playersに一時的に加入。しかし、1か月後にはTeam Liquidの主力メンバーが脱退したため、先発メンバーとして復帰した。ESL Cologne 2016では、北米チーム初のメジャー大会決勝進出に貢献。決勝では、SK Gamingに敗れ準優勝となった。8月4日、Team Liquidを脱退し、Natus Vincereに加入。ESL One New York 2016で優勝し、HLTVトップ20プレイヤーで4位にランクインした。
2017年最初のメジャー大会であるELEAGUE Major 2017では、準々決勝でAstralisに敗れベスト8。
2023年10月27日、一時的に競技から離れることを発表。この発表をする前に『カウンターストライク：グローバルオフェンシブ』の後継作としてリリースされた『カウンターストライク2』をクソゲーと批判した。
2024年2月20日、サウジアラビアを拠点とするTeam Falconsへ1か月間の期限付き移籍で加入し、競技へ復帰した。BLAST Premier Spring Showdownのオンライン予選に出場したが、1回戦で敗退。わずか1試合で期限付き移籍満了となった。9月27日、再びTeam Falconsへ3か月間の期限付き移籍で加入した。ESL Challenger KatowiceとThunderpick World Championshipのグループステージを最下位で終えた後、Perfect World Shanghai Majorの予選に出場したが、本戦へ進めず残念な結果に終わった。これを受けチームは、期限付き移籍を延長しないと発表した。
2025年5月5日、FaZe ClanにBlast Austin Major 2025の大会終了まで期限付き移籍で加入した。メジャー大会終了後の7月9日にベンチ入りとなる。
7月28日、Natus Vincereは「複数チームからオファーを受けており、すべて検討中」とし、s1mpleの脱退を発表。同日、BC.Game Esportsは、s1mpleと契約したことを発表した。

## 主な戦績
| 順位          | 大会名                                    | 開催地         | 開催日                  |
| Team Liquid   | Team Liquid                               | Team Liquid    | Team Liquid             |
| ------------- | ----------------------------------------- | -------------- | ----------------------- |
| 3             | MLG Major Championship: Columbus          | コロンバス     | 2016年3月29日–4月3日    |
| 2             | ESL One Cologne 2016                      | ケルン         | 2016年7月5日–7月10日    |
| Natus Vincere |                                           |                |                         |
| 1             | ESL One: New York 2016                    | ニューヨーク   | 2016年9月30日–10月2日   |
| 3             | StarSeries Season 3                       | キーウ         | 2017年4月4日–4月9日     |
| 3             | ESL One Cologne 2017                      | ケルン         | 2017年7月7日–7月9日     |
| 3             | ELEAGUE Major: Boston 2018                | ボストン       | 2018年1月12日–1月28日   |
| 2             | DreamHack Masters Marseille 2018          | マルセイユ     | 2018年4月18日–4月22日   |
| 1             | StarSeries Season 5                       | キーウ         | 2018年5月28日–6月6日    |
| 1             | CAC 2018                                  | 上海市         | 2018年6月14日–6月18日   |
| 1             | ESL One Cologne 2018                      | ケルン         | 2018年7月3日–7月8日     |
| 3             | ELeague CS:GO Premier 2018                | アトランタ     | 2018年7月21日–7月29日   |
| 2             | FACEIT Major: London 2018                 | ロンドン       | 2018年9月5日–9月23日    |
| 2             | EPICENTER 2018                            | モスクワ       | 2018年10月23日–10月28日 |
| 2             | BLAST Pro Series: Lisbon 2018             | リスボン       | 2018年12月14日–12月15日 |
| 3             | IEM Katowice 2019                         | カトヴィツェ   | 2019年2月13日–3月3日    |
| 1             | StarSeries Season 7                       | 上海市         | 2019年3月30日–4月7日    |
| 3             | ESL One Cologne 2019                      | ケルン         | 2019年7月2日–7月7日     |
| 3             | DreamHack Masters Malmö 2019              | マルメ         | 2019年10月1日–10月6日   |
| 3             | ESL Pro League Season 10: Finals          | オーデンセ     | 2019年12月3日–12月8日   |
| 2             | ICE Challenge 2020                        | ロンドン       | 2020年2月1日–2月6日     |
| 1             | BLAST Premier: Spring 2020 Regular Season | ロンドン       | 2020年1月31日–2月16日   |
| 1             | IEM Katowice 2020                         | カトヴィツェ   | 2020年2月24日–3月1日    |
| 2             | ESL Pro League Season 12: Europe          | オンライン     | 2020年9月1日–10月4日    |
| 2             | IEM Beijing-Haidian 2020: Europe          | オンライン     | 2020年11月6日–11月22日  |
| 3             | IEM Global Challenge 2020                 | オンライン     | 2020年12月15日–12月20日 |
| 1             | BLAST Premier: Global Final 2020          | オンライン     | 2021年1月19日–1月24日   |
| 1             | BLAST Premier: Spring Groups 2021         | オンライン     | 2021年2月4日–2月14日    |
| 1             | DreamHack Masters Spring 2021             | オンライン     | 2021年4月29日–5月9日    |
| 2             | Blast Premier: Spring Finals 2021         | オンライン     | 2021年6月15日–6月20日   |
| 1             | IEM Cologne 2021                          | ケルン         | 2021年7月6日–7月18日    |
| 1             | ESL Pro League Season 14                  | オンライン     | 2021年8月16日–9月12日   |
| 1             | PGL Major Stockholm 2021                  | ストックホルム | 2021年10月26日–11月7日  |
| 1             | Blast Premier Fall Finals 2021            | コペンハーゲン | 2021年11月24日–11月28日 |
| 1             | Blast Premier World Final 2021            | コペンハーゲン | 2021年12月14日–12月19日 |
| 2             | PGL Major Antwerp 2022                    | アントワープ   | 2021年5月9日–5月22日    |
| 1             | BLAST Premier Spring Finals 2022          | リスボン       | 2021年6月15日–6月19日   |
| 2             | IEM Cologne 2022                          | ケルン         | 2022年7月7日–7月17日    |
| 3             | IEM Katowice 2023                         | カトヴィツェ   | 2023年2月4日–2月12日    |